# Мађарска странка права и живота
Мађарска странка права и живота (мађ. Magyar Igazság és Élet Pártja, MIÉP) била је ултра-десничарска политичка партија у Мађарској. Њен оснивач је Иштван Ћушка.

## Идеологија и оснивање странке
Странка се декларише као националистичка и хришћанска.
МИЕП је основана 1993. године. На другим изборима на којима је учествовала, МИЕП је освојила 5,5% гласова 1998, а на наредним 2002. године 4,4% гласова.
Током 2005. године ујединила се са многим ултра-десничарским странка и покретима у Савез за бољу Мађарску.
Након тога регистрована је под именом MIÉP-Jobbik Third Way Alliance of Parties.
Данас званични назив странке на српском гласи: Мађарска странка права и живота.

## Изборни резултати
1994	1.58%
1998	5.47%
2002	4.37%
2006	2.20%
2010 0,03%